# Monuments historiques im Département Val-d’Oise

Logo Monument historique

Im Département Val-d’Oise gab es zum 1. Juli 2019 insgesamt 297 Bauwerke, die als Ganzes oder teilweise (nur Fassade, Glockenturm einer Kirche oder Portal usw.) als Monument historique auf der Denkmalliste standen.
Von den 184 Gemeinden im Département Val-d’Oise besitzen 142 mindestens ein Monument historique und in 42 Gemeinden gibt es kein Monument historique. 
Die Einstufung beweglicher Objekte als Monument historique, wie zum Beispiel Skulpturen (siehe: Kategorie:Monument historique (Skulptur)), Kirchenfenster (siehe: Kategorie:Monument historique (Glasmalerei)), Taufbecken (siehe: Kategorie:Monument historique (Taufbecken)) und andere sind hier nicht berücksichtigt.